# Kurarua nigrescens
Kurarua nigrescens är en skalbaggsart som beskrevs av Holzschuh 1999. Kurarua nigrescens ingår i släktet Kurarua och familjen långhorningar.
Artens utbredningsområde är Laos. Inga underarter finns listade i Catalogue of Life.